# Sao Tia Kaphat
Koning Somdetch Chao Sanaka Chakrapati Raja Phen-Pheo Bhaya Jayadiya Kabuddha (Chaiyachakkapat), beter bekend onder de naam Sao Tia Kaphat volgde Keo Phim Fa op als 11e koning van Lan Xang in 1441 na een interregnum van 3 jaar. Hij was een zoon van koning Phaya Samsenthai en Kaeva Yudhi Fa. voor zover bekend was hij geboren in 1416 onder de naam prins Wangburi. Hij volgde zijn zus Kaeva Kumari (Keo Phim Fa) op die hem eerder in 1438 al de troon had aangeboden. In eerste instantie had hij dit geweigerd, maar in 1441 na een interregnum accepteerde hij de troon alsnog. Voor hij koning werd was hij gouverneur van Vientiane.
Hij installeerde zijn achterneef prins Mui, een zoon van koning Kham Tam Sa als gouverneur van Vientiane. Deze werd echter door een groep nobelen verleid om een onafhankelijk koninkrijk in Vientiane te stichten. Toen Sao Tia Kaphat hiervan hoorde lokte hij Prins Mui in een val bij Don Chan en liet hem vermoorden.
In 1477 kreeg de koning een witte olifant cadeau van een van zijn gouverneurs. De keizer van Vietnam hoorde hiervan en zond een delegatie om enkele haren van de olifant op te eisen. Maar in plaats van haren stuurde de koning de uitwerpselen van de olifant! De Vietnamese keizer was woedend en in 1477 vielen de Vietnamezen Lan Xang binnen en hij vluchtte van de hoofdstad. Volgens oude geschriften uit Lan Xang in deze tijd was het leger van Vietnam reusachtig en bestond het uit 550.000 man en 4000 officieren (een aantal wat vanwege de lage bevolking in die tijd bijna ongeloofwaardig is). Dit leger was verdeeld in 5 verschillende kolommen en marcheerde naar Luang Prabang vanuit verscheidene richtingen. De koning van Lan Xang had slechts 200.000 man en 2000 olifanten. De veldslag vond plaats op het veld van Na Khachao, waar Wat Visunarat nu staat. Bij dit gevecht kwamen ook de 4 wijze mannen die Lan Xang tijdens het interregnum gereageerd hadden om het leven.
Na het verlies van de hoofdstad trad hij af in 1478 zodat zijn zoon, Souvanna Banlang (Theng Kham), hem kon opvolgen, deze zou de Vietnamezen verdrijven. Koning Sao Tia Kaphat stierf in 1479 in Chieng Kam. Voor zover bekend had hij 9 zonen en 9 dochters:
- Prins (Chao Fa) Kon Keo aangewezen als opvolger en gouverneur van Vientiane, in 1478 kreeg hij de titel Sen Luang Xieng Lo, hij stierf in datzelfde jaar.
- Prins (Chao Fa) Dungakama, Souvanna Banlang (Theng Kham), hij volgde zijn vader op in 1478.
- Prins (Chao Fa) Nhuan
- Prins (Chao Fa) Khuan Nha Ong
- Prins (Chao Fa) Suang
- Prins (Chao Fa) Lankara, Lasenthai (Lakon), die koning zou worden 1485.
- Prins (Chao Fa) Vijaya Kumara, Visunarat (Phe Sai), die koning zou worden in 1500.
- Prins (Chao Fa) Nhuang Pha
- Prins (Chao Fa) Deva (Thepha), die gouverneur zou worden van Muang Khua
- Prinses (Chao Fa Nying) Mun Na, zie trouwde ongeveer in 1501 met prins Jaya (Sai), de gouverneur van Muang Phum Neua. Hij rebelleerde tegen zijn zwager maar gaf zichzelf over en werd voor straf monnik.
- Prinses (Chao Fa Nying) Bini (Phen), zie trouwde ongeveer in 1501 met prins Kon Kham de gouverneur van Muang Kabong
- Prinses (Chao Fa Nying) Sri Daya (Sithai)
- Prinses (Chao Fa Nying) Indrapati (Inhphat)
- Prinses (Chao Fa Nying) Kana (Khan)
- Prinses (Chao Fa Nying) Muk
- Prinses (Chao Fa Nying) Khao
- Prinses (Chao Fa Nying) Dhammara (Thammara)
- Prinses (Chao Fa Nying) Dharmakama (Ton Kham)